# Ozbrojené síly Islandu

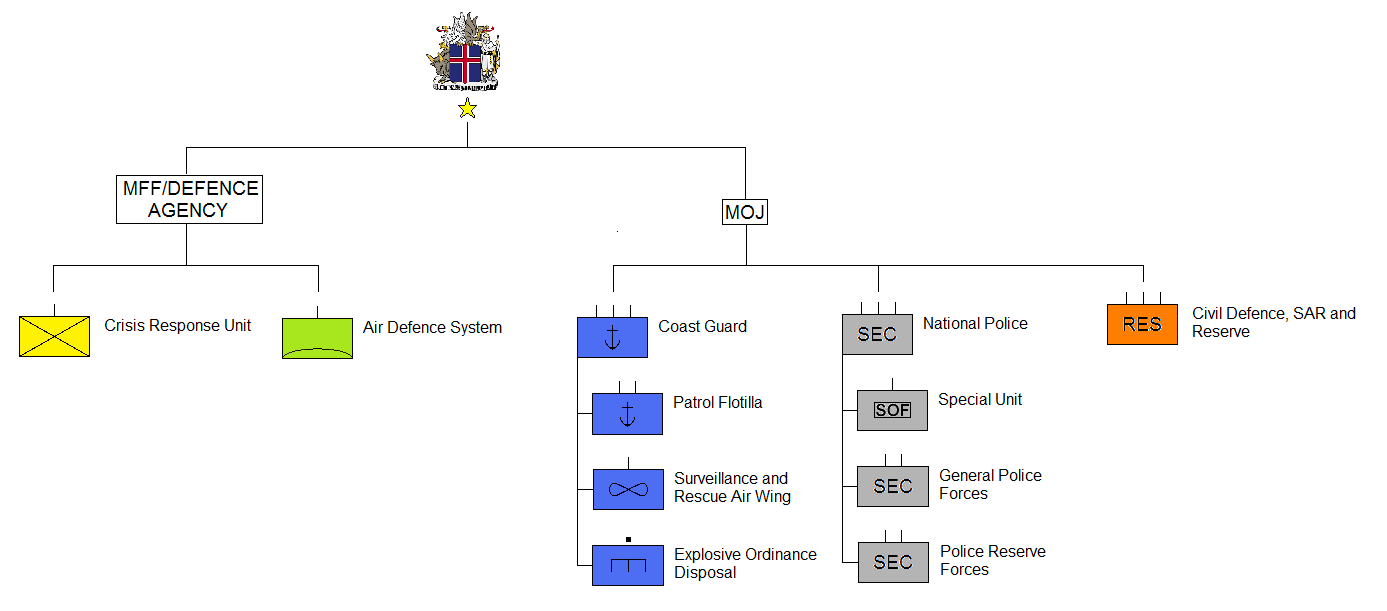
Struktura islandských sil

Island nemá stálou armádu, má však několik ozbrojených složek:
- Pobřežní stráž – zodpovídá za ochranu pobřežní obranu Islandu a výlučné námořní ekonomické zóny, přírodních zdrojů a námořní záchranné operace
- Krizová jednotka – zastupuje Island primárně v mírových misích OSN
- Radarový systém – zajišťuje protivzdušnou obranu státu
- Policie